# Broadway Bill
Broadway Bill (bra: A Vitória Será Tua) é um filme norte-americano de 1934 dirigido por Frank Capra.
Capra refilmaria essa mesma história em 1950, com o título Riding High.

## Sinopse
Homem sonha em dedicar-se às corridas de cavalo, e para isso quer abandonar o cargo na empresa do sogro. Só a cunhada põe fé nessa loucura.

## Elenco
- Warner Baxter como Dan Brooks
- Myrna Loy como Alice Higgins
- Walter Connolly como J.L. Higgins
- Helen Vinson como Margaret
- Douglass Dumbrille como Eddie Morgan
- Raymond Walburn como cel. Pettigrew
- Lynne Overman como Happy McGuire
- Clarence Muse como Whitey
- Margaret Hamilton como Edna
- Frankie Darro como Ted Williams
- George Cooper como Joe
- George Meeker como Henry Early
- Jason Robards Sr. como Arthur Winslow
- Ed Tucker como Jimmy Baker
- Edmund Breese como juiz